# Julius Hirsch
Julius Hirsch est un footballeur allemand né le 7 avril 1892 à Achern et déclaré mort le 8 mai 1945. Il a remporté le titre de champion d'Allemagne en 1910 avec le Karlsruher FV et en 1914 avec le SpVgg Fürth. Il a joué entre 1911 et 1913 sept fois pour l'équipe nationale allemande de football.
En tant que juif, il fut déporté en mars 1943 par les nazis au camp de concentration d'Auschwitz-Birkenau et exécuté. La date exacte de son décès est inconnue ; il a été déclaré mort en 1950 avec effet rétroactif au 8 mai 1945.

## Biographie

### Origine et jeunesse
Julius Hirsch était issu d'une famille juive. Son grand-père Rafael Hirsch, né en 1808 à Weingarten, fut le premier membre de la famille à prendre ce nom. Le père de Julius Hirsch, Berthold Hirsch, était le deuxième enfant de cette famille de paysans. Berthold Hirsch, commerçant de formation et soldat lors de la guerre franco-allemande de 1870/71, était de tendance nationaliste allemande et a élevé ses quatre fils dans cet esprit.
Julius Hirsch, le plus jeune des quatre fils et l'un des sept enfants, est né lors d'un séjour de cure de sa mère à l'établissement de soins d'Illenau à Achern, dans le centre du pays de Bade. En 1898, il est entré à l'école à Karlsruhe et a terminé sa scolarité avec un diplôme de fin d'études secondaires. Il a ensuite fréquenté une école de commerce et a terminé un apprentissage de deux ans en tant que commerçant dans le commerce de cuir Freud et Strauss à Karlsruhe le 1er octobre 1908. Il a continué à travailler dans cette entreprise jusqu'au 22 mars 1912.

### Carrière de footballeur

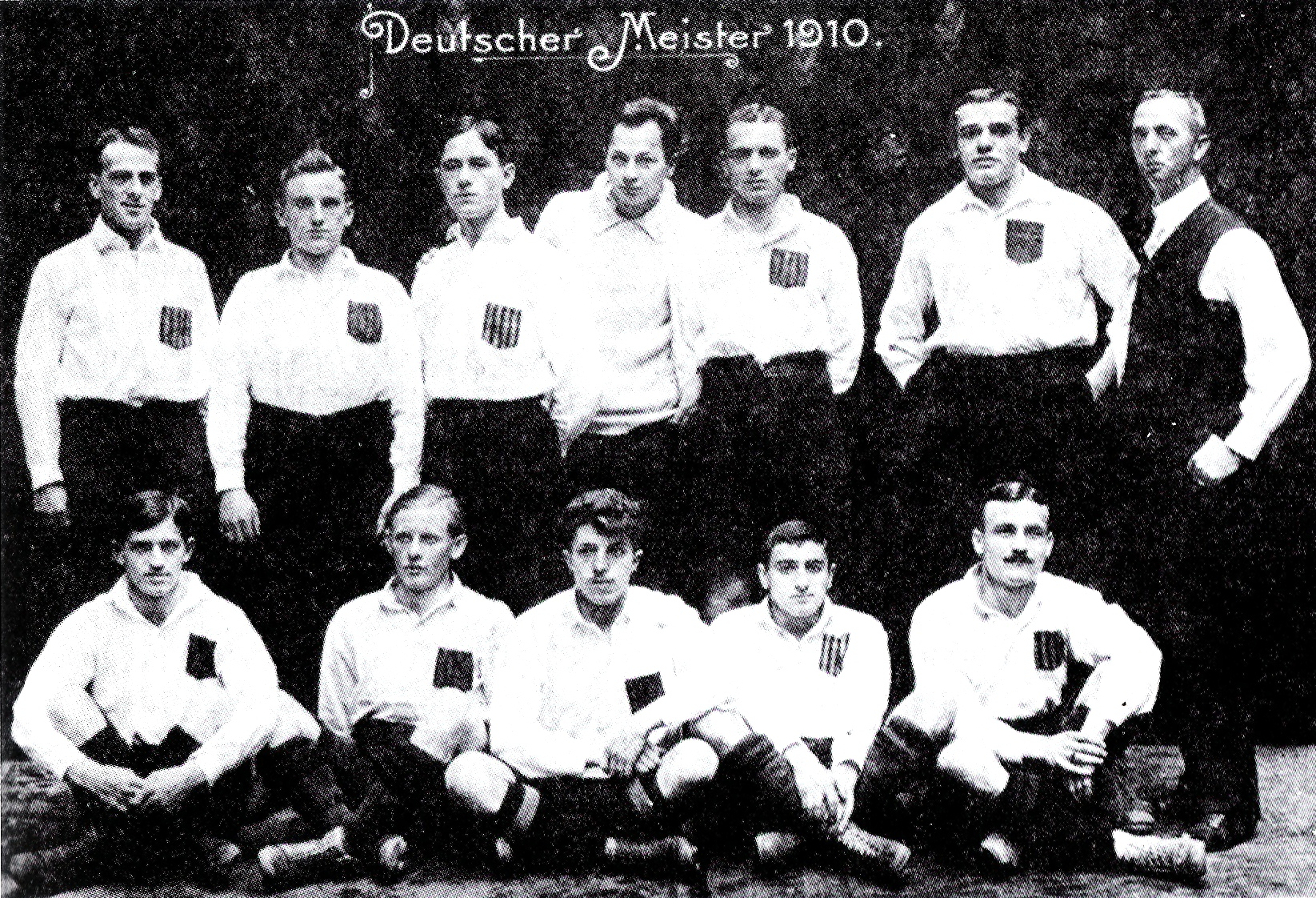
Julius Hirsch (en bas, deuxième à partir de la droite) avec l'équipe championne du KFV de 1910.

Alors qu'il n'était encore qu'un écolier, Hirsch a rejoint le Karlsruher FV en 1902. Dans les premières années du football en Allemagne, son équipe comptait parmi les plus performantes. De 1901 à 1905, le KFV a remporté cinq fois de suite le championnat d'Allemagne du Sud et est devenu vice-champion d'Allemagne en 1905. La même année, l'équipe quitta son terrain habituel, le terrain Engländerplatz, où Hirsch avait appris à jouer au football, au profit du terrain du KFV nouvellement construit et équipé d'une tribune pour les spectateurs à la caserne du télégraphe dans le nord-ouest de Karlsruhe (KFV-Platz an der Telegrafenkaserne (de)).
A l'âge de 17 ans, Julius Hirsch a intégré pour la première fois le groupe des titulaires du KFV. L'entraîneur anglais William Townley, appelé de Prague à Karlsruhe en janvier 1909, manquait d'un ailier gauche pour l'équipe, déjà un peu vieillissante à l'époque, pour un match du dimanche contre Fribourg, de sorte que le jeune joueur eut sa première chance de faire ses preuves. Hirsch fit un bon match et marqua un but, si bien que Townley l'utilisa désormais dans l'équipe première. Au cours de cette saison 1909/10, l'équipe s'est livrée à une course au coude à coude avec son rival local et champion d'Allemagne de l'année précédente, le Karlsruher FC Phönix, dans la division du district sud. Le KFV s'est finalement imposé 3-0 lors d'un match de barrage, atteignant ainsi la phase finale et remportant finalement la finale du championnat allemand de football 1910, le 15 mai à Cologne, en battant le Holstein Kiel 1-0 après prolongation.
Petit et rapide, Hirsch était connu pour sa course courbée et son puissant tir du gauche. Il débuta au poste d'ailier gauche, mais passa rapidement au poste d'attaquant intérieur. Avec Gottfried Fuchs et Fritz Förderer, il formait le trio d'attaquants du Karlsruher FV, qui évoluaient également ensemble dans l'équipe nationale.
« C'est surtout la pointe de l'attaque de Karlsruhe, Förderer, Fuchs, Hirsch, qui était alors précédée d'une fabuleuse réputation, qui m'impressionnait tellement par ses prouesses techniques et ses combinaisons séduisantes que je pourrais encore les reproduire dans ma mémoire aujourd'hui », a déclaré le futur entraîneur national Sepp Herberger, qui avait assisté à des matchs du KFV lorsqu'il était jeune, à propos du trio offensif. Il ressort de la chronique des matchs du Karlsruher FV (Wettspielchronik des Karlsruher Fussball-Vereins e. V.) que Hirsch a disputé 81 matchs pour la 1ère équipe et un match pour la 2e équipe du club entre le 21 août 1910 et le 21 septembre 1913, dont 54 en commun avec Förderer et Fuchs.
En 1910, 1911 et 1912, Hirsch remporta trois fois de suite le championnat d'Allemagne du Sud avec le Karlsruher FV et se retrouva à nouveau en finale du championnat allemand en 1912 contre Kiel, mais il le perdit 1-0. Le 18 février 1912, il remporta la finale de la Coupe du Prince héritier (Kronprinzenpokal) avec l'équipe d'Allemagne du Sud à Berlin, où il marqua deux buts et Gottfried Fuchs trois lors de la victoire 6-5.
En raison de ses performances, Hirsch fut appelé dans l'équipe nationale. Il fit ses débuts le 17 décembre 1911 à Munich lors d'une défaite 4-1 contre la sélection hongroise. Lors de son deuxième match international, le 24 mars 1912 à Zwolle, il devint le premier international allemand à marquer quatre buts en un seul match lors du match nul 5-5 contre la sélection des Pays-Bas ; ce furent ses seuls buts sous le maillot national.
Ce match, auquel participèrent sept autres joueurs du KFV en plus de Fuchs, ainsi que deux attaquants extérieurs du rival local, le FC Phönix, fut considéré par les spécialistes comme l'un des meilleurs matchs internationaux de l'équipe nationale allemande avant la Première Guerre mondiale. C'est d'ailleurs grâce à cet engagement que Hirsch a été nommé dans l'équipe qui devait ensuite participer au tournoi olympique de football de 1912. Hirsch a disputé deux des trois rencontres de l'équipe allemande, mais celles-ci ont été perdues contre les sélections autrichienne (1-5) et hongroise (1-3). Il n'a pas participé à la victoire 16-0 contre la sélection russe, au cours de laquelle Gottfried Fuchs a marqué dix buts.
Entre-temps, Hirsch avait été appelé sous les drapeaux : à partir d'avril 1912, Hirsch accomplit son service comme volontaire d'un an dans le 1er régiment badois de grenadiers à cheval n° 109. Immédiatement après, il s'installe à Nuremberg, où il est embauché par la fabrique de jouets Gebrüder Bing AG. On ne sait pas si ce changement de lieu était dû à l'amour qu'il portait à sa future épouse Ella, s'il était attiré par l'amélioration de sa carrière ou par l'appel de son ancien entraîneur du KFV, William Townley, qui travaillait entre-temps pour le SpVgg Fürth. Sur le plan footballistique, Hirsch poursuivit sans interruption ses performances de l'année précédente. En 1913, il participa à trois autres matchs internationaux contre la Suisse (1:2), le Danemark (1:4) et la Belgique (2:6). Avec le SpVgg Fürth, dont il était le capitaine, il devint à nouveau champion d'Allemagne en 1914 en battant le VfB Leipzig 3-2 après prolongation.

### Première Guerre mondiale et après-guerre
Peu après le début de la Première Guerre mondiale, il a servi comme soldat à partir du 7 août 1914 et a participé à différentes missions de guerre pendant quatre ans. En dernier lieu, il avait atteint le grade de vice-sergent et fut décoré de la Croix de fer de deuxième classe.
Après la fin de la guerre, Hirsch a d'abord repris son travail chez Bing AG à Nuremberg jusqu'au 30 mars 1919, puis il est retourné à Karlsruhe et a travaillé à partir du 1er avril dans la Deutsche Signalflaggenfabrik de son père. Après avoir produit pendant la guerre, outre des drapeaux, des uniformes et des équipements en cuir pour l'armée, la police et la poste, l'entreprise s'était reconvertie dans la fabrication d'articles de sport et d'articles en cuir de toutes sortes. La marque "Hirsch" est rapidement devenue célèbre dans le monde entier, entre autres pour ses ballons de football en cuir.
En tant que joueur de football, il a repris son activité avec le Karlsruher FV à partir de 1919. Le club ne put toutefois pas renouer avec ses succès antérieurs. Julius Hirsch a finalement mis fin à sa carrière de footballeur actif en 1925. Outre ses deux titres de champion, Julius Hirsch avait fêté quatre championnats d'Allemagne du Sud, avait participé sept fois à l'équipe nationale allemande, dont deux fois aux Jeux olympiques.
Julius Hirsch avait épousé Ella Karolina Hauser en 1920. Cette native de Karlsruhe, fille d'un aubergiste de Heidelsheim, était une modiste professionnelle et travaillait comme vendeuse en chef dans un magasin de vêtements. De ce mariage sont nés les enfants Heinold Leopold (* 1922 - † 1996) et Esther Carmen (* 1928 - † 2012). Ella Hauser était protestante, mais leurs enfants ont néanmoins reçu une éducation juive. Après la naissance de leur fils, la famille a vécu au 123 Kaiserallee dans la Weststadt, puis a changé de domicile en 1934 pour s'installer au 7 Murgstraße à Karlsruhe-Weiherfeld.

### Problèmes économiques
En 1926, Berthold Hirsch, le père, céda ses parts à ses deux fils, Max et Julius. L'année suivante, Gottfried Fuchs, compagnon de route de Julius Hirsch au sein du KFV et fabricant de bois dans le cadre de son activité professionnelle, acquiert également des parts dans l'entreprise. À la mort de leur père en 1931, les deux frères deviennent les seuls associés. L'entreprise a cependant dû être liquidée en raison de créances résultant d'une garantie donnée par Max Hirsch, et la procédure de faillite a été ouverte le 10 février 1933. Julius Hirsch perdit ainsi son emploi de directeur de la Deutsche Signalflaggenfabrik.
Pour trouver du travail, Hirsch séjourna d'abord brièvement en Suisse, puis en France, sans se désinscrire de Karlsruhe. En Alsace, il prend le 15 juin 1933 un poste d'entraîneur à la F.A. Illkirch-Graffenstaden. De retour de France le 25 mars 1934, il s'efforce de trouver un emploi d'entraîneur, mais bien qu'il puisse présenter des certificats de différentes institutions, notamment celui délivré par Ivo Schricker, ancien cofondateur et joueur du Karlsruher FV, devenu entre-temps secrétaire général de la FIFA, aucune chance ne lui est offerte. Désormais sans club, il rejoint le club juif Turnclub 03 Karlsruhe, organisé au sein de la fédération sportive "Schild" (en français Bouclier) du Reichsbund jüdischer Frontsoldaten (RjF), où il travaille à la fois comme joueur et comme entraîneur.
Sur le plan professionnel, il a travaillé à partir du 1er avril 1934 comme représentant de commerce pour des manufactures et du linge, puis à partir du 18 mai comme comptable auxiliaire de l'usine juive de cellulose et de papier Vogel & Schnurmann. Après l'aryanisation de cette entreprise le 1er avril 1938, il est brièvement employé comme scieur de bois, avant de perdre à nouveau son emploi le 30 juin 1938. Une tentative de Hirsch de rejoindre la ligue nationale suisse en tant qu'entraîneur de football échoua à cette époque.

### Répression et mort
Après l'arrivée au pouvoir des nationaux-socialistes, Hirsch fut persécuté en raison de ses origines juives. Lorsque les clubs sportifs ont exclu leurs membres juifs en 1933, Julius Hirsch a écrit à "son" Karlsruher FV :
   « Je lis aujourd'hui dans le Sportbericht Stuttgart que les grands clubs, dont le KFV, ont pris la décision d'exclure les juifs des clubs sportifs. Malheureusement, c'est avec le cœur serré que je dois annoncer ma démission à mon cher KFV, auquel j'appartiens depuis 1902. Je ne voudrais cependant pas omettre de mentionner que dans cette tête de turc de la nation allemande, si détesté aujourd'hui, il y a aussi des gens honnêtes et peut-être encore bien plus de Juifs allemands qui pensent nationalement et qui l'ont prouvé par l'action et qui ont versé leur sang avec ardeur. »
Le destin de Hirsch est celui de nombreux juifs à l'esprit national qui ne pouvaient pas s'imaginer que l'État en veuille à leur vie en tant qu'Allemands fidèles à l'empereur et soldats du front de la Première Guerre mondiale. Comme beaucoup de ses coreligionnaires, il a refoulé le danger jusqu'à ce qu'une fuite ne soit plus possible.
En novembre 1938, alors qu'il revenait d'une visite chez des parents en France, Hirsch a survécu à une tentative de suicide. Il fut ensuite interné à l'hôpital psychiatrique de Bar-le-Duc, car il semblait dépressif. Quelques années après son retour à Karlsruhe, son épouse protestante divorça de lui en 1942 afin de se protéger, ainsi que leurs enfants Heinold et Esther, de la persécution, ce qui le priva toutefois lui-même de la protection d'un soi-disant "mariage mixte privilégié (de)". Hirsch a été contraint par l'Office municipal des travaux publics de Karlsruhe de travailler comme ouvrier sur un chantier de démolition.
En février 1943, Julius Hirsch, âgé de 50 ans, fut informé par la Gestapo qu'il devait se rendre à la gare centrale pour un "Arbeitseinsatz" (mobilisation pour le travail). De là, il fut déporté avec onze autres Juifs badois le 1er mars 1943 via la gare centrale de Stuttgart, en passant par Trèves, Düsseldorf et Dortmund, vers Auschwitz-Birkenau, où il arriva le 2 mars avec 1500 personnes. Dans le registre d'entrée du camp de concentration, seules 150 personnes de ce transport sont enregistrées nominativement - le nom de Julius Hirsch n'y figure pas, si bien que sa trace s'y perd. La littérature actuelle suppose que tous les Juifs qui ne sont pas mentionnés dans ces registres d'entrée ont été immédiatement gazés. Son dernier signe de vie est une carte postale qui n'a été cachetée que le 3 mars à Dortmund : « Mes chers. J'ai bien atterri, tout va bien. Je viens en Haute-Silésie, toujours en Allemagne. Cordiales salutations et baisers votre Juller. »
La date exacte du décès de Julius Hirsch est restée inconnue, il a été déclaré mort en 1950 par le tribunal d'instance de Karlsruhe en date du 8 mai 1945. En même temps, une "indemnisation" de 3450 DM a été décrétée.
Ses deux enfants, qui avaient déjà quitté l'école en 1938 en tant que "Mischlinge erster Grad" (métis du premier degré) et qui devaient porter une étoile juive à partir de 1941, ont été déportés le 14 février 1945 de la gare centrale de Karlsruhe vers le camp de concentration de Theresienstadt pour un "Arbeitseinsatz" ; Heinold avait 22 ans à ce moment-là, Esther 17 ans. Tous deux furent sauvés par la libération du camp par l'Armée rouge le 7 mai 1945 et rentrèrent à Karlsruhe le 16 juin. Heinold fonda à Karlsruhe une entreprise de voyages en bus ("Hirsch-Reisen") et mourut le 9 août 1996 à Karlsruhe,.

## Hommages
- En 2005, la Fédération allemande de football a créé le prix Julius-Hirsch (de). Il vise à récompenser un engagement particulier en faveur de la tolérance et de la dignité humaine, contre l'extrémisme, la xénophobie et l'antisémitisme.
- Les terrains de sport "am Eichkamp" à Berlin, sur lesquels le club de football juif TuS Makkabi Berlin joue notamment ses matchs à domicile, ont été rebaptisés en 2006 en hommage à Hirsch "Julius-Hirsch-Sportplätze in Eichkamp".

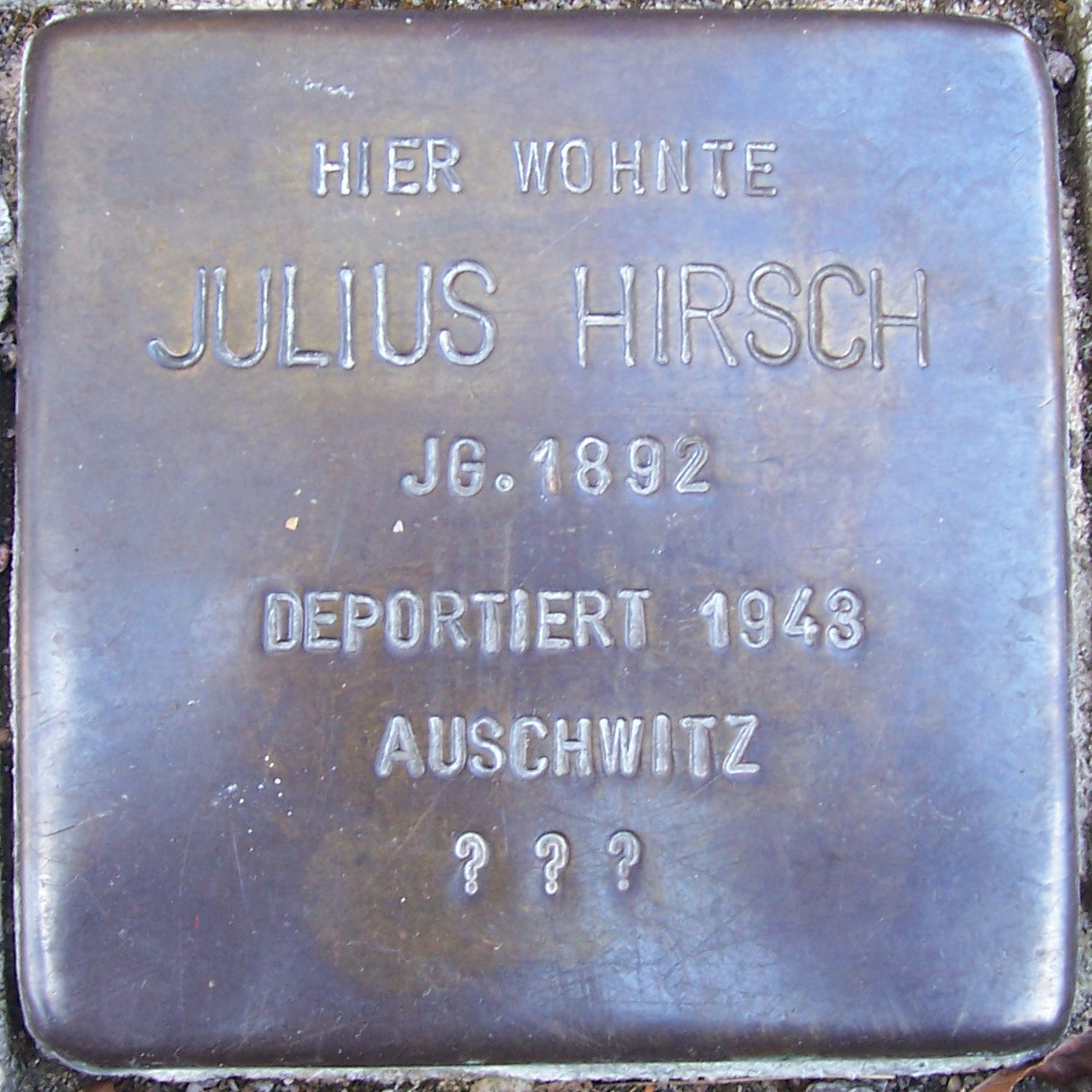

- Dans le cadre du projet "Stolpersteine", une plaque commémorative pour Julius Hirsch a été encastrée dans le trottoir le 9 novembre 2006 devant la maison Murgstraße 7 dans le quartier Weiherfeld-Dammerstock de Karlsruhe[5].
- Le gymnase du lycée Ludwig-Marum et de la Geschwister-Scholl-Realschule à Pfinztal-Berghausen porte le nom de Julius Hirsch[6].
- Le 16 juin 2013, le conseil municipal de Karlsruhe a décidé de rebaptiser une partie du Karlsruher Weg en Julius-Hirsch-Straße[7].
- Le 26 février 2014, le conseil municipal de Fürth a décidé à l'unanimité de donner le nom de Julius Hirsch à un nouveau centre sportif doté d'un gymnase triple, ce que son petit-fils a salué comme "très approprié" en référence au titre de champion d'Allemagne remporté 100 ans plus tôt par le SpVgg Fürth dont Hirsch était le capitaine[8]. Le centre sportif Julius Hirsch a été inauguré en 2017.